# Rumania en los Juegos Olímpicos de Garmisch-Partenkirchen 1936
Rumanía estuvo representada en los Juegos Olímpicos de Garmisch-Partenkirchen 1936 por un total de quince deportistas que compitieron en cinco deportes.  
El equipo olímpico rumano no obtuvo ninguna medalla en estos Juegos.